# Jeannelopsis zophoptera
Jeannelopsis zophoptera är en tvåvingeart som beskrevs av Tsacas 1990. Jeannelopsis zophoptera ingår i släktet Jeannelopsis och familjen daggflugor. Inga underarter finns listade i Catalogue of Life.